# Hinsdalita
La hinsdalita és un mineral de la classe dels fosfats, que pertany al grup de la beudantita. És l'anàleg d'alumini de la corkita i l'anàleg d'arsènic de la hidalgoïta. Es pot diferenciar de la plumbogummita només per la determinació de la ràtio P:S. S'anomena així per la seva localitat tipus, al Comtat de Hinsdale.

## Classificació
Segons la classificació de Nickel-Strunz, la hinsdalita pertany a «08.BL: Fosfats, etc. amb anions addicionals, sense H₂O, amb cations de mida mitjana i gran, (OH, etc.):RO₄ = 3:1» juntament amb els següents minerals: beudantita, corkita, gal·lobeudantita, hidalgoïta, kemmlitzita, svanbergita, woodhouseïta, arsenogoyazita, arsenogorceixita, arsenocrandal·lita, benauita, crandal·lita, dussertita, eylettersita, gorceixita, goyazita, kintoreïta, philipsbornita, plumbogummita, segnitita, springcreekita, arsenoflorencita-(La), arsenoflorencita-(Nd), arsenoflorencita-(Ce), florencita-(Ce), florencita-(La), florencita-(Nd), waylandita, zaïrita, arsenowaylandita, graulichita-(Ce), florencita-(Sm), viitaniemiïta i pattersonita.

## Característiques
La hinsdalita és un fosfat de fórmula química PbAl₃(PO₄)(SO₄)(OH)₆. Cristal·litza en el sistema trigonal. La seva duresa a l'escala de Mohs és 4,5.

## Formació i jaciments
Es forma com a mineral secundàri en les zones d'oxidació de dipòsits de sulfurs polimetàl·lics. S'ha trobat associada a tetrahedrita, rodocrosita, pirita, galena i barita. S'ha descrit a tots els continents excepte a l'Àfrica i l'Antàrtida.